# Saint-Sulpice-d'Excideuil
 Saint-Sulpice-d'Excideuil  (en occitano Sent Soplesí d'Eissiduelh) es una población y comuna francesa, situada en la región de Aquitania, departamento de Dordoña, en el distrito de Nontron y cantón de Lanouaille.

## Demografía
| 656 | 591 | 491 | 432 | 406 | 355 |
| Para los censos de 1962 a 1999 la población legal corresponde a la población sin duplicidades (Fuente: INSEE [Consultar]) |     |     |     |     |     |